# لير (ساكسونيا السفلى)
لر نيدرزاكسن (بالألمانية: Leer) هي بلدة ألمانية تقع في ألمانيا في سكسونيا السفلى.

## المدن التوأمة
مدن البلنغ وتروبريدج هي مدن توأمة لـلر نيدرزاكسن.

## أعلام
- توبياس ستيفين
- ماركو ويبر
- لويزا هارتيما
- هرمان لانج